# هامش المعالجة الإجمالي
في صناعات السلع، يشير هامش المعالجة الإجمالي (GPM) إلى الاختلاف بين تكلفة سلعة وإيرادات المبيعات المجمعة للمنتجات النهائية التي نتجت من معالجة السلعة.
وهناك صناعات عديدة لها صيغ لتوضيح علاقة تكاليف المواد الخام بإيرادات المبيعات من المنتجات النهائية.